# 児玉郵便局
児玉郵便局（こだまゆうびんきょく）は埼玉県本庄市にある郵便局。民営化前の分類では集配普通郵便局であった。

## 概要
住所：〒367-0299 埼玉県本庄市児玉町児玉330-7

## 沿革
- 1873年（明治6年）7月11日 - 児玉郵便取扱所として開設[1]。
- 1875年（明治8年）1月1日 - 児玉郵便局（五等）となる。
- 1885年（明治18年）8月1日 - 貯金取扱を開始。
- 1888年（明治21年）5月1日 - 為替取扱を開始。
- 1892年（明治25年）3月1日 - 児玉郵便電信局となる。
- 1903年（明治36年）4月1日 - 通信官署官制の施行に伴い児玉郵便局となる。
- 1953年（昭和28年）8月1日 - 蛭川簡易郵便局の廃止に伴い、取扱事務を承継[2]。
- 1969年（昭和44年）4月25日 - 電話交換および和文電報配達業務を児玉電報電話局に移管。
- 1976年（昭和51年）6月1日 - 特定郵便局から普通郵便局に局種別改定。
- 1999年（平成11年） - 外国通貨の両替および旅行小切手の売買に関する業務取扱を開始。
- 2003年（平成15年）3月24日 - 太駄郵便局から集配業務の一部[3]を移管。
- 2007年（平成19年）2月19日 - 美里郵便局および渡瀬郵便局から集配業務を移管[4]。
- 2007年（平成19年）10月1日 - 民営化に伴い、併設された郵便事業児玉支店に一部業務を移管。
- 2012年（平成24年）10月1日 - 日本郵便株式会社発足に伴い、郵便事業児玉支店を児玉郵便局に統合。

## 取扱内容
- 郵便、印紙、ゆうパック、内容証明
- 貯金、為替、振替、振込、国際送金、国債、投資信託
- 生命保険、バイク自賠責保険、自動車保険
- ゆうちょ銀行ATM
- 本庄市内の一部地域、および児玉郡美里町内・神川町内の集配業務
- ゆうゆう窓口

## 風景印
- 表記は『児玉』
- 図案は地元出身の国学者『塙保己一の像』・『生家』・『石碑』
- 使用開始日は1976年（昭和51年）8月1日

### 過去の風景印
- 1954年（昭和29年）1月12日 - 1976年（昭和51年）7月31日
  - 表記は『埼玉児玉』
  - 図案は地元出身の国学者『塙保己一の像』・『生家』・『石碑』

## 周辺
- 本庄市役所 児玉総合支所
- 国道254号
- 国道462号

## アクセス
- JR八高線 児玉駅から徒歩約12分
- 本庄市内循環バス（児玉地域） 児玉郵便局停留所下車
- 関越自動車道 本庄児玉ICから南西へ約5.5km
- 駐車場あり：21台